# Winchcombe
Winchcombe è un paese di 4 379 abitanti del Gloucestershire, in Inghilterra.

## Storia
Il tumulo di Belas Knap risale al neolitico e fu costruito verso il 3 000 a. C. sulla cima di una collina sopra Winchcombe. Durante il periodo anglosassone, Winchcombe fu uno dei capoluoghi del Regno di Mercia favorito dal re Cenwulf; gli altri erano Lichfield e Tamworth. Successivamente, nell'XI secolo, la cittadina fu per breve tempo capoluogo dell'antica contea del Winchcombeshire. Si ritiene che il santo anglosassone Cenelm sia sepolto in città.
Durante la guerra civile del XII secolo venne eretto da Roger Fitzmiles, II conte di Hereford per Matilde d'Inghilterra una fortezza anche se il luogo esatto è sconosciuto. Si ipotizza che potesse trovarsi a sud della chiesa di San Pietro.
Nel periodo della Restaurazione (1660-1689), Winchcombe era conosciuta per furti di bestiame ed altri reati, dovuti in parte alla situazione di povertà. Per cercare di guadagnarsi da vivere, la gente del luogo coltivava tabacco anche se era dichiarato fuorilegge dal Commonwealth e in più di un'occasione vennero inviati soldati per distruggere i raccolti illegali.